# Серадз (гмина)
Серадз (пол. Sieradz) — сельская гмина (волость) в Польше, входит как административная единица в Серадзкий повет, Лодзинское воеводство. Население — 9781 человек (на 2004 год).

## Соседние гмины
1. Гмина Бжезнё
2. Гмина Буженин
3. Серадз
4. Гмина Варта
5. Гмина Врублев
6. Гмина Заполице
7. Гмина Здуньска-Воля